# Gruta dos Cortiços
A Gruta dos Cortiços é uma gruta portuguesa localizada na freguesia das Bandeiras, concelho da Madalena do Pico, ilha do Pico, arquipélago dos Açores.
Esta cavidade apresenta uma geomorfologia de origem vulcânica em forma de tubo de lava localizado em encosta. Esta estrutura geológica apresenta um comprimento de 60 m. por uma altura máxima de 2 m. e por um largura também máxima de 4 m.